# Gatteo
Gatteo – miejscowość i gmina we Włoszech, w regionie Emilia-Romania, w prowincji Forlì-Cesena.
W 2004 gminę zamieszkiwało 6767 osób.
Gatteo leży nad Morzem Adriatyckim, u ujścia Rubikonu.